# Lupinus pipersmithianus
Lupinus pipersmithianus är en ärtväxtart som beskrevs av James Francis Macbride. Lupinus pipersmithianus ingår i släktet lupiner, och familjen ärtväxter. Inga underarter finns listade i Catalogue of Life.